# Yawad Abdelmoula
Yawad Abdelmoula (18 de febrero de 1994) es un deportista marroquí que compite en triatlón. Ganó cuatro medallas en el Campeonato Africano de Triatlón entre los años 2022 y 2025.

## Palmarés internacional
| Campeonato Africano | Campeonato Africano            | Campeonato Africano | Campeonato Africano |
| Año                 | Lugar                          | Medalla             | Prueba              |
| ------------------- | ------------------------------ | ------------------- | ------------------- |
| 2022                | Agadir (Marruecos)             | Medalla de oro      | Individual          |
| 2022                | Agadir (Marruecos)             | Medalla de plata    | Relevo mixto        |
| 2023                | Hurgada (Egipto)               | Medalla de bronce   | Individual          |
| 2025                | Nelson Mandela Bay (Sudáfrica) | Medalla de oro      | Individual          |